# گوشت‌کنه‌سانان
گوشت‌کَنه‌سانان (نام علمی: Sarcoptiformes) نام یک راسته از فراراسته کنه‌شکلان است.